# 기타토키와역
기타토키와역(일본어: 北常盤駅)은 일본 아오모리현 미나미쓰가루군 후지사키정에 위치한 동일본 여객철도 오우 본선의 철도역이다. 단선 · 섬식의 형태를 합친 2면 3선 구조의 복합 승강장을 갖춘 지상역이다.

## 타는 곳
| 1 | ■ 오우 본선 | (상행) | 가와베 · 히로사키 방면   |
| 2 | ■ 오우 본선 | (하행) | 나미오카 · 아오모리 방면 |
| 3 | ■ 오우 본선 | 대피선 | 대피선                   |

## 이용 현황
| 승차 인원 추이 | 승차 인원 추이 |
| 연도           | 1일 평균       |
| -------------- | -------------- |
| 2000           | 452            |
| 2001           | 455            |
| 2002           | 461            |
| 2003           | 478            |
| 2004           | 343            |
| 2005           | 451            |
| 2006           | 459            |
| 2007           | 473            |
| 2008           | 481            |
| 2009           | 487            |
| 2010           | 497            |
| 2011           | 486            |
| 2012           | 475            |
| 2013           | 487            |

## 역 주변
- 아오이모리 신용금고 도키와 지점
- 후지사키 정 사회복지협의회
- 후지사키 정 교육위원회

## 인접 역
| 동일본 여객철도 오우 본선 | 동일본 여객철도 오우 본선 | 동일본 여객철도 오우 본선 |
| ------------------------- | ------------------------- | ------------------------- |
| 가와베 요코테 방면        | ■ 오우 본선               | 나미오카 아오모리 방면    |